# Units per Sicília
Units per Sicília fou una coalició política de centreesquerra fundada a Sicília el 2006 (només amb base regional) de cara a les eleccions regionals de Sicília de 2006.
La llista era formada per partits menors de L'Unione, en dificultat per a superar el 5% dels vots necessaris per a obtenir representant a l'Assemblea Regional Siciliana. Com a candidat a la presidència regional, donaren suport la candidata Rita Borsellino de L'Unione.
El moviment "Units per Sicília" agrupà Rifondazione Comunista, Partit dels Comunistes Italians, Itàlia dels Valors, i Socialistes Democràtics Italians (actualment adherits a Rosa nel Pugno), Verds i Primavera Siciliana; l'UDEUR va rebutjar de participar en el projecte.
A les regionals del 28 de maig de 2006 obtingué el 5,12% dels vots i assolí quatre diputats regionals:
- Armando Aulicino d'Itàlia dels Valors,
- Maurizio Ballistreri dels Socialistes Democràtics Italians,
- Salvatore La Manna dels Socialistes Democràtics Italians,
- Salvatore Antonino Oddo dels Socialistes Democràtics Italians (substituït el desembre de 2006, per Antonio Parrinello dels Verds, declarat inelegible el 23 de setembre de 2006).

Els diputats constituïren el 20 de juliol de 2006 un grup parlamentari homònim a l'Assemblea Regional Siciliana, presidit per Maurizio Ballistreri.
Amb l'escissió d'Armando Aulicino l'1 d'agost de 2007 i l'adhesió de Francesco Cantafia (ex-membre d'Esquerra Democràtica), el grup s'ha consolidat i desenvolupat políticament i estratègica, esdevenint el referent dels socialistes europeus a Sicília i representant el referent del Partit Socialista e della Sinistra Arcobaleno a l'illa, amb una perspectiva política d'unir-se al reformisme laborista i una marcada identitat autonomista.